# Nshakashokwe
Nshakashokwe est une ville du Botswana.